# Канарска препелица
Канарска препелица (лат. Coturnix gomerae) је изумрла врста препелице која је живела на Канарским острвима. Описана је 1993. према фосилним налазима кости са острва Гомера..
Касније су нађени и фосилни остаци на острвима Јеро, Ла Палма, Тенерифе и Фуертевентура, што је доказ да је и тамо становала. Такође је могуће да је живела и на острвима Гран Канарија и Ланзароте, али ту нису нађени фосилни налази. 

## Узрок изумирања
И кад су људи населили Канарска острва, још увек је била присутна тамо. Могући узрок изумирања су мачке и пацови, који су се тамо раширили у 15. веку, као и код изумирања неких других мањих птица.

## Опис
Имала је мања крила и дуже ноге од обичне препелице, па је највјеројатније била само делимично способна за лет. Била је тешка око 150 грама.
Пронађени су записи из првих година доласка људи на ова острва (15. век), који говоре о птици чији опис одговара овој врсти препелице. То подржава идеју о њеном, у то време, недавном изумирању.